# Regatul Portugaliei
Regatul Portugaliei a fost un stat monarhic care a existat, între 1139-1910, în partea sud-vesticǎ a Peninsulei Iberice. În 1139 capitala a fost stabilitǎ la Coimbra, puțin mai tîrziu în 1147 a fost strǎmutatǎ dupǎ recucerire la Lisabona, un secol mai tîrziu în 1249, provincia sudică Algarve, ultima aflată sunt stăpânire arabă este cuceritǎ. La încheierea Reconquistei sunt trasate hotarele cu Spania vecină (1267), Portugalia fiind primul stat european care-și fixează definitiv frontierele, rămase neschimbate până astăzi.

## Imperiu Colonial
În 1415 începe cucerirea primelor așezări de pe coasta nord-africană (Ceuta), apoi expansiunea pe litoralul Africii Occidentale (călătoriile lui Henric Navigatorul); Bartolomeu Diaz atinge Capul Bunei Speranțe, Vasco da Gama descoperă drumul maritim spre India, iar Pedro Álvares Cabral debarcă în 1500 pe litoralul Braziliei. În secolul al XV-lea și la începutul secolului al XVI-lea, Portugalia devine o mare putere maritimă, punând bazele unui vast imperiu colonial: (ins. Capului Verde, Angola, Mozambic, Arabia de Sud, coasta occidentală a Indiei, peninsula Malacca, Ceylon, Brazilia), apogeul expasiunii teritoriului și al înfloririi economice și culturale fiind atins în timpul domniei regelui Manuel I (1495 - 1521). La jumătatea secolului al XVI-lea, Portugalia pierde statutul de mare putere maritimă, cea mai mare parte a imperiului său colonial fiind cucerită, în secolele XVII-XVIII, de Olanda și Anglia. Între 1580 și 1640, Portugalia este anexată de către Spania. Lentul și inexorabilul declin nu poate fi oprit nici de reformele în spiritul absolutismului luminat din timpul regelui José I de Bragança (1750 - 1777), nici de introducerea monarhiei constituționale în (1822). În 1822, Brazilia, cea mai importantă colonie a Portugaliei, își proclamă independența. Secolul al XIX-lea este marcat de antagonismul dintre liberali (republicani) și conservatori (regaliști), care răbufnește în frecvente războaie civile. La 5 octombrie 1910 monarhia este abolită, iar Portugalia se proclamă republică.